# U-801
U-801 – niemiecki okręt podwodny (U-Boot) typu IX C/40 z okresu II wojny światowej. Okręt wszedł do służby w 1943 roku. Jedynym dowódcą był Kptlt. Hans-Joachim Brans.

## Historia
Wcielony do 4. Flotylli U-Bootów celem treningu i zgrania załogi. Od listopada 1943 roku w 2. Flotylli jako jednostka bojowa.
Okręt odbył 2 patrole bojowe, podczas których nie zatopił żadnej jednostki przeciwnika. 
16 marca 1944 roku na zachód od Wysp Zielonego Przylądka U-Boot, który wynurzył się, by przeprowadzić ćwiczenia przeciwlotnicze, został zaatakowany przez samolot Grumman Avenger z amerykańskiego lotniskowca eskortowego USS „Block Island”. W wyniku ataku zginął jeden z marynarzy, dziewięciu odniosło rany, a okręt został uszkodzony. Transmisja radiowa z U-Boota, który miała na celu uzgodnienie spotkania z podwodnym zaopatrzeniowcem U-488, została namierzona przez Amerykanów. Rankiem następnego dnia okręt został ponownie wykryty i zaatakowany przez samoloty, a następnie zatopiony przez bomby głębinowe i ostrzał artyleryjski niszczyciela USS „Corry” i niszczyciela eskortowego USS „Bronstein”. Zginęło 10 członków załogi U-Boota (w tym dowódca), 47 wzięto do niewoli.